# 3 000 mètres steeple masculin aux championnats du monde d'athlétisme 2001
Navigation
Séville 1999 Paris 2003
L'épreuve du 3 000 mètres steeple masculin des championnats du monde d'athlétisme 2001 s'est déroulée les 6 et 8 août 2001 au stade du Commonwealth d'Edmonton, au Canada. Elle est remportée par le Kényan Reuben Kosgei.

## Résultats

### Finale
| Rang               | Athlète                   | Pays       | Temps         | Notes |
| ------------------ | ------------------------- | ---------- | ------------- | ----- |
| Médaille d'or      | Reuben Kosgei             | Kenya      | 8 min 15 s 16 |       |
| Médaille d'argent  | Ali Ezzine                | Maroc      | 8 min 16 s 21 |       |
| Médaille de bronze | Bernard Barmasai          | Kenya      | 8 min 16 s 59 |       |
| 4                  | Luis Miguel Martín        | Espagne    | 8 min 18 s 87 |       |
| 5                  | Bouabdellah Tahri         | France     | 8 min 19 s 56 |       |
| 6                  | Antonio David Jiménez     | Espagne    | 8 min 19 s 82 |       |
| 7                  | Khamis Abdullah Saifeldin | Qatar      | 8 min 20 s 01 | SB    |
| 8                  | Raymond Yator             | Kenya      | 8 min 20 s 87 |       |
| 9                  | Ralf Assmus               | Allemagne  | 8 min 21 s 73 | PB    |
| 10                 | Brahim Boulami            | Maroc      | 8 min 21 s 95 |       |
| 11                 | Tim Broe                  | États-Unis | 8 min 23 s 07 |       |
| 12                 | Eliseo Martín             | Espagne    | 8 min 27 s 78 |       |
| 13                 | Christian Belz            | Suisse     | 8 min 31 s 43 |       |
| 14                 | Joël Bourgeois            | Canada     | 8 min 36 s 38 |       |
| 15                 | Gaël Pencreach            | France     | 8 min 41 s 51 |       |

## Légende
Records et Performances
- AR : Record continental (area record)
- CR : Record des championnats (championship record)
- MR : Record du meeting (meet record)
- NR : Record national (national record)
- OR : Record olympique (olympic record)
- PR : Record paralympique (paralympic record)
- PB : Record personnel (personal best)
- SB : Meilleure performance personnelle de la saison (season's best)
- WL : Meilleure performance mondiale de l'année (world leader)
- WJR : Record du monde junior (world junior record)
- WR : Record du monde (world record)

Circonstances et Conditions
- DNF : N'a pas terminé (did not finish)
- DNS : N'a pas pris le départ (did not start)
- DQ : Disqualification (disqualification)
- NM : Aucun essai valable enregistré (No Mark)
- Q : Qualifié « directement » au prochain tour (ou à la prochaine compétition), lors d'une compétition majeure, grâce au classement ou à la réalisation des minima (automatic qualifier)
- q : Qualifié au prochain tour (ou à la prochaine compétition), lors d'une compétition majeure, grâce au repêchage ou à la réalisation de l'une des meilleures performances parmi celles des « non qualifiés directement » (grâce au meilleur temps ou à la meilleure distance par exemple) (secondary qualifier)